# Vikramašíla
Vikramašíla byla univerzita, která spolu s Nálandou patřila v době vlády dynastie Pálů (asi 8. – 12. století) mezi nejvýznamnější centra buddhistické vzdělanosti v Indii. Univerzita byla založena králem Dharmapálou (vládl okolo 770-810) v reakci na snížení kvality vzdělávání v Nálandě.
Podobně jako další buddhistická centra, i Vikramašíla byla zničena na samém počátku 13. století muslimskými nájezdníky. Zprávy o tehdejší době pocházejí hlavně z tibetských zdrojů, zejména pak od tibeského kronikáře a historika Táranáthy (16-17. století).
Pozůstatky Vikramašíly se nacházejí u vesnice Antičok, asi 50 km východně od Bhágalpuru ve stejnojmenném okrese v dnešním Biháru. Tamější vykopávky stále pokračují. Mezi lety 1960-1969 byly výkopy prováděny universitou v Patně, v rozmezí let 1972-1982 se pak vykopávek ujala organizace Archaeological Survey of India. Bylo objeveno mnoho pozůstatků staveb včetně rozlehlého kláštera čtvercového půdorysu se stúpou uprostřed. Rozmanité stavby byly objeveny na ploše větší než 100 akrů.
Vikramašíla měla v době své existence více než sto učitelů a okolo tisíce studentů. Ti po vystudování často odcházeli do zahraničí, kde šířili buddhistické učení i kulturu. K nejznámějším absolventům a učitelům, kteří ve Vikramašíle působili, patří Atíša, který se v pokročilém věku vydal do Tibetu, kde položil základ školy kadampa. Na univerzitě byla vyučována teologie, filosofie, gramatika, metafysika i logika, avšak největší důraz byl kladen na výuku tantrismu.